# Пол ЛаКамера
Пол ЛаКамера (англ. Paul LaCamera; нар. 4 вересня 1963) — американський воєначальник, генерал армії США (2021). Учасник війн в Афганістані та Іраку.

## Біографія
У 1985 році ЛаКамера завершив навчання у Військовій академії, отримавши по випуску звання другого лейтенанта. Він служив командиром взводу в роті «C» 3-го батальйону (повітряно-десантного) 504-го парашутного полку 82-ї повітрянодесантної дивізії. Пізніше він служив командиром роти 4-го навчального батальйону рейнджерів навчальної бригади рейнджерів, оперативним офіцером 1-го батальйону 506-го полку 2-ї піхотної дивізії та старшим офіцером 1-го батальйону 75-го полку рейнджерів.
З лютого 2001 року по травень 2003 року він командував 1-м батальйоном 87-го піхотного полку 10-ї легкої гірської дивізії, який був розгорнутий у рамках операції «Анаконда» в Афганістані, за свої дії ЛаКамера був нагороджений «Срібною зіркою». З червня 2003 року по травень 2004 року ЛаКамера командував 3-м батальйоном 75-го полку рейнджерів у Форт-Беннінгу, штат Джорджія. У червні 2005 року Лакамера закінчив Військово-морський коледж, розташований у Ньюпорті, штат Род-Айленд, і з серпня 2005 по серпень 2007 року очолював 75-й полк рейнджерів. Після цього, з 2007 по 2009 рік, він був директором з операцій Об'єднаного командування спеціальних операцій. У 2009 році його призначили помічником командувача Об'єднаного командування спеціальних операцій. З 2010 по 2012 рік ЛаКамера обіймав посаду заступника командира 25-ї піхотної дивізії (з операцій). Пізніше він командував XVIII повітрянодесантним корпусом та керував Об'єднаною оперативною групою в операції «Непохитна рішучість».